# 아구하라촌
아구하라촌(阿久原村)은 사이타마현의 북서부, 고다마군에 속했던 촌이다.

## 歴史
- 1889년 4월 1일 - 정촌제 시행에 의해 고다마군 와카이즈미촌(若泉村)이 성립하였다.
- 1949년 12월 1일 - 와카이즈미촌이 남북으로 분할, 남쪽에 아구하라촌(阿久原村), 북쪽에 와타라세촌이 성립하였다.
- 1954년 9월 1일 - 야노촌과 합병해 가미이즈미촌(神泉村)이 신설되었다.